# Kancerowo
Kancerowo (biał. Канцэрава, Kancerawa; ros. Канцерово, Kancerowo) – wieś na Białorusi, w obwodzie witebskim, w rejonie miorskim, w sielsowiecie Jazno. W 2019 liczyła 123 mieszkańców. 
W okresie II Rzeczypospolitej miejscowość leżała w województwie wileńskim, w powiecie dziśnieńskim, w gminie Jazno.